# MechAssault 2: Lone Wolf
MechAssault 2: Lone Wolf è un videogioco del 2004 creato dalla software house americana Day:1:Studios e pubblicato da Microsoft Game Studios esclusivamente per la console Xbox. Il gioco, sequel di MechAssault, è uno sparatutto con visuale in terza persona (ispirato al gioco da tavolo BattleTech, originariamente diffuso dall'editore FASA), che concerne il controllo di mech. MechAssault 2: Lone Wolf è compatibile con Xbox 360.

## Trama
L'ambientazione generale è quella di BattleTech, dove l'umanità ha colonizzato una larga porzione di Via Lattea, poi suddivisa in Stati interstellari controllati da dinastie nobiliari guerrafondaie. In conseguenza di ciò, la galassia è divenuta teatro di ostilità interminabili. I mech detti BattleMech, macchine imponenti e avanzate, in genere antropomorfe, condotte da un'élite di piloti chiamati MechWarrior, sono determinanti sui campi di battaglia.
La Jihād dei Word of Blake è una guerra interstellare che ha coinvolto le maggiori potenze della Inner Sphere.
Iniziata nel 3067 con un attacco ai Wolf's Dragoons, la strategia dietro alla Jihād consisteva principalmente nell'attaccare importanti mondi industriali al fine di ostacolare le capacità belliche delle Casate nobiliari e prevalere su di loro. Per fare ciò, furono create ed immesse false comunicazioni nella rete per le telecomunicazioni interstellari HPG, manipolando le decisioni dei leader avversari e innescando disordini e conflitti.
La guerra durò sino a quando, nel 3081, i Word of Blake furono sconfitti da una coalizione di forze.

### Prologo
3068. In seguito alla liberazione del pianeta Helios dalla morsa dell'organizzazione settaria Word of Blake, un prototipo di un'armatura potenziata (una "Battle Armor") è stata sviluppata dal tenente Foster dei Wolf's Dragoons, sulla base delle informazioni recuperate da un "datacore" (un database) del comandante dei Word of Blake su Helios, Strader: si tratta di avanzata tecnologia dell'antica Lega Stellare.

Al maggiore Natalia Kerensky e la sua unità Wolf's Dragoons viene ordinato di operare in incognito sul pianeta Dante, presso la capitale, Dante City, per il collaudo dell'armatura potenziata.

### Cronologia delle operazioni
Dante City viene improvvisamente invasa da truppe straniere. L'ufficiale comandante Kerensky ordina di dar man forte alle milizie locali impiegando la Battle Armor sperimentale.
Dopo aver ripulito la città dai nemici, viene registrato l'atterraggio di molte Navi da Sbarco. Una nave in particolare, attira l'attenzione della Kerensky, schiantandosi, ma è necessario prima occuparsi delle Navi da Sbarco che portano truppe e rifornimenti nemici.
In seguito al successo dell'azione di contrasto verso i nemici, una missione di ricognizione e salvataggio viene compiuta sul luogo dello schianto della Nave da Sbarco (in un quartiere di Dante City) e un superstite (trovato sotto attacco nei pressi dei resti della nave), viene condotto alla base dell'unità dei Wolf's Dragoons. La Kerensky è sorpresa nel riconoscere una sua vecchia conoscenza: la piratessa Alera, comandante della BalzoNave Jessabelle.
Il maggiore decide di penetrare le difese nemiche ed arrivare allo spazioporto locale, al fine di lasciare Dante e, con l'aiuto di Alera, dirigersi sul pianeta Northwind, in modo da potersi riunire alla compagnia mercenaria Wolf's Dragoons.
Raggiunto lo spazioporto, attraverso le linee di difesa nemiche, la Nave da Sbarco dei fuggitivi Wolf's Dragoons, la Icarus, richiede tempo prima di poter decollare. Al resto dell'unità il compito di proteggerla dal fuoco ostile.
Con la Icarus in orbita, la BalzoNave Jessabelle di Alera genera, per la nave mercenaria, un "salto interstellare" verso il pianeta Northwind.

Tuttavia, nel corso della procedura per il viaggio superluminale si determina un cosiddetto "errore di salto", una deviazione dalla destinazione designata e la Icarus riemerge nei pressi del pianeta Thestria, avamposto della Casata Kurita, dove i misteriosi invasori di Dante stanno assaltando le forze locali.

Dopo un atterraggio difficoltoso, il maggiore Kerensky pianifica una missione per assistere i Kurita.
In seguito al successo contro un avamposto nemico su Thestria, l'unità s'infiltra in una base per impadronirsi di BattleMech da portare a bordo della Icarus.
L'unità della Kerensky, grazie alla potenza di fuoco aggiunta dai BattleMech nemici "confiscati", continua ad affrontare le forze ostili al fianco delle truppe della Casata dei Kurita.
Il maggiore Kerensky ha individuato la base delle forze nemiche. I sensori mostrano una massiccia presenza di difese missilistiche ed è fondamentale che queste vengano neutralizzate affinché la Icarus possa atterrare. Ma data l'impossibilità di localizzare l'esatta ubicazione delle rampe di lancio, diviene necessario scovarle mediante una ricognizione appiedata.

Una volta ripulita l'area, viene attaccata e distrutta una Nave da Sbarco avversaria di stazza imponente.
Dopo aver sconfitto le forze ostili su Thestria, il tenente Foster rileva una lettura di energia che sembra provenire da un congegno datacore. Viene approntata una missione ricognitiva che conduce al duello con un gigantesco mech.
Ottenuto il successo su Thestria, l'unità mercenaria si reca sul pianeta Northwind. Qui, una trasmissione di SOS proveniente da una pattuglia Wolf's Dragoons, rivela la vera identità degli invasori di Dante, Thestria e Northwind: i Word of Blake.
Quando la Icarus si avvicina alla superficie di Northwind per una missione di salvataggio, viene sottoposta ad attacco. La nave è costretta a scendere in una zona ostile. Kerensky e Foster effettuano un'esplorazione dell'area.
Affrontati i Word of Blake, i mercenari entrano in un'area urbana e liberano civili, lì sottoposti a coercizione detentiva.
Per liberare dai Word of Blake la città e infliggere un colpo definitivo alle forze di occupazione nemiche è necessario agire per primo sulla torre delle comunicazioni, situata alla periferia urbana, impedendo così all'avversario ogni possibile richiesta di rinforzi. Per ultima, viene distrutta (grazie a cariche prelevate precedentemente da un deposito cittadino) la centrale di alimentazione elettrica.
Dopo avere liberato la città dai Word of Blake, è il momento di estirpare le rimanenti forze ostili di stanza su Northwind. Un attento monitoraggio ha rivelato un'importante attività nemica vicino a quello che sembra essere un campo di prigionia militare dove vengono detenuti soldati dell'organizzazione mercenaria Northwind Highlanders (alleata dei Wolf's Dragoons). L'unità della Kerensky fa irruzione nel campo di detenzione e libera quanti più ostaggi possibili.
In una missione di esplorazione, il maggiore Kerensky s'imbatte nel centro di comando dei Word of Blake, dove, Alera inspiegabilmente, sta conferendo con Nemesis, leader del nemico. Il maggiore viene scoperta, inseguita e catturata.

L'unità dei Wolf's Dragoons cerca di aiutare il proprio comandante, ma con la Icarus lontana, l'unica opzione rimasta è quella di arrivare a un Generatore di IperImpulso. Una volta lì, sarà possibile inviare una richiesta di soccorso al di fuori del pianeta.
Raggiunto il Generatore di IperImpulsi, viene lanciato il segnale di aiuto. L'unità, tallonata dagli avversari, fa ritorno alla Icarus per un rapido decollo.

Il tenente Foster scova una possibile connessione fra i Word of Blake, la ComStar, Helios, Thestria e NorthWind: una mappa stellare della presenza di datacore.
L'SOS inviato ha attirato l'attenzione degli alleati. Scortati da questi, l'unità dei Wolf's Dragoons è uscita dal sistema di Nothwind, con destinazione Hesperus II (mondo appartenente alla Casata degli Steiner, ma attualmente occupato dai Word of Blake), proseguendo la ricerca del loro maggiore (lì condotta dal nemico) e seguendo l'intuizione di Foster sui datacore.
L'invasione delle forze Word of Blake ha trasformato il pianeta in una sorta di base di rifornimento per condurre attacchi verso il Commonwealth Lirico. Sulla superficie di questo pianeta industriale, il tenente Foster individua impianti di produzione di BattleMech occupati e utilizzati dai Word of Blake. Vengono dunque eseguite incursioni verso per ridurne, drasticamente, l'attività produttiva.
I Wolf's Dragoons procedono per aree di Hesperus II densamente presidiate da unità ostili, verso l'arena, luogo di collaudo delle varianti di BattleMech prodotte dai Word of Blake, dove sono state rilevate tracce del maggiore Kerensky.
Con oramai in vista l'obiettivo di raggiungere la Kerensky, diviene tuttavia necessario prima eliminare dai nemici l'area, in modo che la Icarus possa atterrare in sicurezza.
L'arena si profila oramai all'orizzonte. Sono sempre più marcate le tracce che rilevano la presenza del maggiore in quel luogo. Per raggiungerla, è necessario penetrare le difese massicce di BattleMech.
Il maggiore Kerensky si trova effettivamente nell'arena (lì condottavi da Nemesis, per tendere una trappola all'unità del maggiore) ma per liberarla è indispensabile affrontare le numerose forze ostili rimanenti.
Aiutati anche da Alera, i Wolf's Dragoons hanno la meglio e si ricongiungono con il maggiore Keresky.

Il comandante Wolf's Dragoons arriva ad un chiarimento con Alera per il suo presunto tradimento con i Word of Blake su Northwind: la piratessa, spiega come Jerome Blake, fondatore della ComStar, al tempo della caduta della Lega Stellare (quasi tre secoli addietro) creò cinque datacore al fine di celarvi i segreti della tecnologia avanzata della Lega Stellare, per preservarli dall'oblio "tecnico" che le guerre fra le litigiose Casate nobiliari, avrebbero potuto causare. I cinque datacore furono nascosti su altrettanti pianeti. Ora i Word of Blake intendono trovarli per sfruttarne il sapere conservato e creare un'armata di BattleMech potenziati per poi sottoporre a conquista l'intera Inner Sphere. Alera è in realtà un agente della ComStar sotto copertura, che cerca di fermare gli intenti dei Word of Blake.
Ora è necessario partire per la Terra, quartier generale dei Word of Blake ed impedire che i datacore consentano al nemico di mettere in pratica i piani stabiliti.
Per la Icarus e la Jessabelle che la trasporta è il momento di dirigersi verso la Terra.
Le difese planetarie terrestri sono troppo consistenti da consentire alla Nave da Sbarco Wolf's Dragoons di toccare la superficie, senza essere rilevata e distrutta. La Kerensky trasporta parte della sua unità nel cuore della città ove è ubicato il comando Word of Blake, su di un VTOL appositamente modificato per disturbare i segnali radar.
Superate le difese esterne cittadine, viene il momento di penetrarne il centro ed annientarne le forze di difesa.
I Word of Blake, a dimostrazione del loro nuovo potere (dato dall'avere trovato tutti e cinque i datacore), stanno ultimando la macchina da guerra "definitiva": un colossale BattleMech.
Il duello finale viene combattuto all'interno di un'arena, luogo ove il mech prototipo (pilotato dal leader Nemesis) viene distrutto. Immediatamente dopo, la Kerensky esegue un'estrazione a favore della propria unità prima che un'ondata di BattleMech in marcia, sopraggiunga.
La Jessabelle, dall'orbita planetaria si schianta intenzionalmente sul quartier generale dei Word di Blake, spianando strutture e mech.
Il gruppo dei Wolf's Dragoons piange il sacrificio di Alera, la quale tuttavia, sopravvissuta, è intenta a recuperare i datacore della ComStar, ora lasciati incustoditi dai Word of Blake sconfitti.

## Modalità di gioco

### Singleplayer
La campagna singleplayer di MechAssault 2: Lone Wolf si sviluppa lungo 22 missioni. Il gioco permette di controllare, oltre a mech e una Battle Armor (esoscheletro da guerra), anche una serie di veicoli (alleati o nemici) quali carri armati, torrette difensive, VTOL, ecc., mezzi ottenuti anche attraverso la presa di possesso ("Neurohacking") da parte del giocatore nel corso di fasi "appiedate".

### Multiplayer
Per quanto concerne il multiplayer, in MechAssault 2: Lone Wolf è possibile partecipare in LAN (System Link, fino ad un massimo di 12 giocatori) o per mezzo del servizio Xbox Live (massimo 12 giocatori). È presente anche un'opzione per giocare in split-screen (2 giocatori).

A seguire, le diverse modalità multiplayer offerte:
- Grinder: sostanzialmente, è una modalità di tipo cooperativo che confronta i giocatori con ondate continue e crescenti di unità automatizzate di BattleMech.
- Distruction / Team Destruction: il vincitore risulterà essere il partecipante con il punteggio più elevato al termine del gioco (termine che giunge quando il tempo a disposizione si esaurisce o viene raggiunto il limite massimo di abbattimenti). Seguendo il medesimo principio, in Team Distruction l'obiettivo è di lavorare in collettivo per ottenere quanti più punti possibili, prima dello scadere del tempo.
- Last Man Standing / Team Last Man Standing: questa modalità è simile a Distruction / Team Destruction, ma non è concessa, ai giocatori, l'opportunità di respawn.
- Not It!: un partecipante, sorteggiato dal server, è l'unico che ottiene punti dagli abbattimenti compiuti. Eliminando tale giocatore, si acquisisce la capacità di fare punti a propria volta, pur diventando un bersaglio.
- Capture the Flag: l'obiettivo è quello di catturare la bandiera nemica e piantarla nella propria base, mentre gli avversari tentano di adoperarsi alla stessa maniera.
- Check It!: lo scopo di tale modalità è quello di catturare cinque "punti di controllo". Si deve procedere appiedati fino a ciascun punto di controllo per hackerarne i comandi. Una volta che un punto viene sottoposto a cattura, i sistemi difensivi si attivano automaticamente nei confronti dell'avversario. La squadra che riesce a proteggere tutti i cinque punti di controllo, consegue la vittoria.
- Snatch It!: le squadre devono raccogliere tutti i "datacore" (ovvero database) disponibili in una mappa di gioco e riportarli alla propria base, nell'arco del tempo prestabilito.
- Base Wars: ogni collettivo inizia alle estremità opposte della mappa, nel proprio campo base. Entrambe le basi sono dotate di un generatore. Il fine di tale modalità è quello di distruggere la base avversaria, col suo generatore. La partita si conclude quando una base viene demolita o il tempo per farlo si esaurisce. La squadra con il generatore integro, si vede assegnata la vittoria.
- Conquest: è un'esperienza di gioco persistente, in cui ci si allea ad una delle cinque Grandi Casate nobiliari dell'universo BattleTech e ci si cimenta con la conquista di mondi appartenenti alle Casate rivali, difendendo i propri. Ciascun pianeta è diviso in territori e le regole per espugnarli vengono decise prima di ogni battaglia (nella gamma di modalità disponibili), tuttavia è possibile scegliere se combattere per la conquista di un nuovo territorio, per la difesa di uno proprio, o partecipare ad un assalto già in svolgimento, fra le unità di rincalzo.

## Colonna sonora
Nel gioco è stata implementata musica dinamica, ovvero che varia nel corso della partita a seconda delle situazioni, la quale contiene anche i brani Right Now dei Korn e Getting Away with Murder dei Papa Roach.

## MechAssault 2: Lone Wolf Limited Edition
Assieme alla versione standard di MechAssault 2: Lone Wolf, il 28 dicembre del 2004, venne anche pubblicata negli Stati Uniti (e nel 2005 nel Regno Unito), una Limited Edition, contenente sia il gioco originale, che un bonus DVD con due nuove mappe per il multiplayer e un video sul "dietro le quinte" del titolo, corredato da interviste agli sviluppatori.